# 譚文豪
譚文豪（英語：Jeremy Jansen Tam Man-ho；1975年6月13日—），出生於香港，祖籍廣東省東莞，曾於2001年至2019年擔任香港國泰航空民航機師，前立法會議員（九龍東），離任後曾經與黨友林瑞華合夥經營旺角的茶餐廳「一日三餐」，另外；譚文豪是公民黨外務前副主席。2021年1月6日因早前參與2020年立法會選舉民主派初選案就涉嫌違犯維護國安法而被捕，2月底一直被拒保釋還押，直至2025年4月29日刑滿出獄。

## 生平
譚文豪擁有澳洲昆士蘭大學機械及太空工程榮譽學士，澳洲新南威爾斯大學交通工程碩士，香港運輸物流學會註冊會員。他在1999年被澳洲Cadet Pilot Programme取錄，2001年起到2019年一直擔任國泰航空公司機師。譚曾任香港機組人員協會執行委員，為首批華人執行委員，任內致力爭取華人機師與外籍機師同工同酬及平等待遇。並倡議規定飛機停泊「停機熄匙」，節省能源保護環境。
2013年，譚文豪於facebook成立「衝上雲霄專業版」專頁，分享航空專業知識。而他不時透過傳媒訪問解答航空疑問，包括香港國際機場興建第三跑道的爭議。亦有為香港雅虎及am730撰寫專欄分享空中軼事。2014推出首部著作《逆風飛揚　民航機師手記》，由經濟日報出版社出版，並將作者版稅收益全數撥捐香港航空青年團，成立「譚文豪飛行獎學金」，支持年輕人實現飛行夢。又於2014年與藍一樂共同製作十三輯「社區參與廣播時段: 拆解航空奇案」於香港電台數碼31台播放。
2016年4月譚文豪就特首梁振英涉嫌濫權施壓在其Facebook專頁發動要求徹查機管局的保安程序的聯署行動，短短一天已有過萬人參與，最後提交34,000個聯署給國際機場協會。
譚文豪在2016年10月27日香港電台節目《議事論事》提到自己的曾祖父和祖父因爲在中國大陸受到政治迫害，所以移居香港。
2019年7月8日即九龍區七七遊行之後一天，香港警察隊員佐級協會主席林志伟向香港立法会主席梁君彥发送公开「投诉信」指：“谭文豪及區諾軒二人刻意在警方防線前挑釁警方以吸引記者聚集在身後採訪，使原本混亂場面更加混亂」，指他們除妨礙警察工作外亦置記者及其他人安全於不顧。」
2019年8月20日，譚文豪在個人facebook宣佈，為保護國泰航空公司不再遭受無理攻擊，決定辭去擔任18年的機師一職，即時生效。
2019年8月30日，譚文豪被指在九龍區七七遊行警方旺角清場中「阻礙警務人員執行職務」，在他荃灣區寓所遭到警方通宵扣查，31日下午在荃灣警署以港幣5,000元获准保释。

## 投身政治

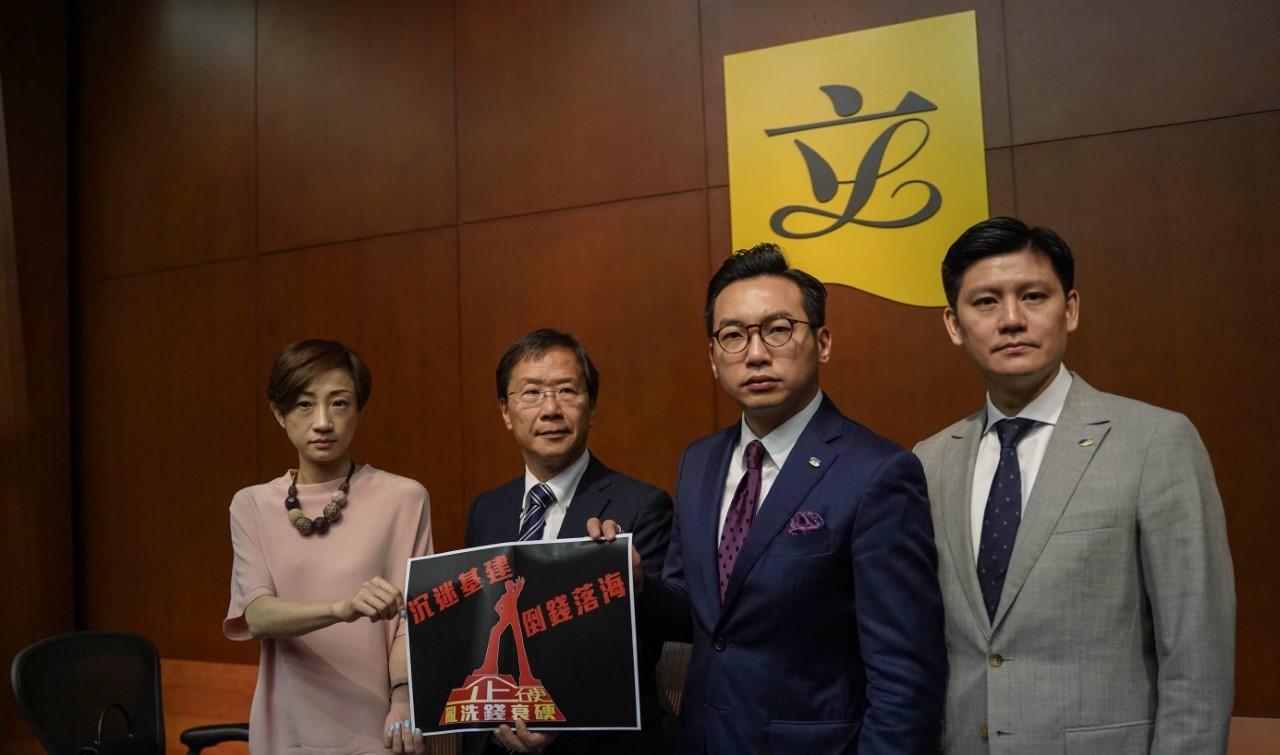
譚文豪（右一）與公民黨議員反對2018年施政報告提出的「明日大嶼願景」計劃

曾參選2007年香港區議會選舉（東涌北）及代表公民黨參與2011年香港區議會選舉（東涌北）、2015年香港區議會選舉（麗港城）及2012年香港立法會選舉（九龍東）選舉，可惜全部落選。
曾經為公民黨機場三跑關注組召集人。除地區事務外，亦關注交通、環保及土地規劃議題及維護動物權益。
2016年香港立法會選舉，譚文豪代表公民黨參選九龍東地方選區選舉，以45,408票當選，成功由上屆任期屆滿後退任的梁家傑手上接棒。
譚文豪已婚，育有一女一子。

### 機場第三條跑道爭議
譚文豪擔任立法會跟進香港國際機場三跑道系統相關事宜小組委員會的副主席，跟進三跑事宜。例如空域問題上，政府認為三跑落成後需要將部分香港空域交由中國大陸代管，做法可能違反基本法，因後者列明的香港飛行情報區由香港民航處負責管理。另外，譚文豪亦有質疑機管局向外舉債會令融資成本上升，最終需要政府動用公帑償還債務。

### 徹查特首女兒行李事件

#### 起因
香港行政長官梁振英被懷疑濫權，以自身身份向職員施壓讓其準備登機前住舊金山的女兒梁頌昕遺漏在香港國際機場禁區外的行李不用按規定親身認領，而在機場禁區內取回，惟官方回應指沒違規，引起各界不滿。事件被稱為梁振英家庭機場濫權風波。

#### 經過
譚文豪就是次事件發起網上聯署，共有3.6萬人聯署，並將聯署信交予三間國際航空監管機構，包括香港國際機場分屬會員的國際民航組織（ICAO）和國際機場協會（ACI），及多間於香港有業務的航空公司所會員的國際航空運輸協會（IATA）。信中提及事件中的行李並沒有經過同行同檢，且隨航班飛往美國三藩市，表示上述事件嚴重違反本地保安指引及三間組織的保安指引。譚指香港機場是上述三間機構的屬會，其保安安排需要符合此三個組織的既有安排。
其後，譚再提交聯署信予兩個美國航空機構，包括運輸安全管理局（TSA）及美國聯邦航空管理局（FAA），稱因特首女兒當天航班的目的地為美國三藩市。
事隔兩個月，國際民航組織（ICAO）仍未回應查詢及3.6萬的聯署簽名。因此，譚親自飛往位於泰國的ICAO亞太區總部遞交請願信。最後透過一官員轉交予ICAO亞太區總部秘書長。

### 倡議《三分工廈》政策

#### 源起
近年越來越多文創藝術工作者以工廈作為表演、練習場地，自成生態，然而消防問題漸成隱憂。早前位於牛頭角的工廈場地Hidden Agenda 遭執法人員放蛇向譚議員求助，促使譚文豪提出並研究《三分工廈》的政策方案，希望透過政策誘因令工廈業主做好消防設施。

#### 倡議
由商經局提供政策支援，以支持藝術文創事業及進一步放寬工業定義。
透過額免書條款，開放地面三層用途時，容許「食肆」、「商店及服務業」及「藝術表演場所」進駐，惟「藝術表演場所」必須佔最少一層的空間，而「藝術表演場所」是指該場所必需以藝術表演為主要收入來源。
大廈必須符合消防處及屋宇署對有關用途的要求，而地面第三層及第四層之間必須用二小時或以上耐火時效的樓板分隔。

### 新空管系統問題
耗資15億元的民航處新空管系統一度未能正常運作，多班航機資料從雷達消失，並一度轉成緊急模式。譚文豪要求政府交代故障原因，並去信時任運輸及房屋局局長張炳良要求保留舊空管系統備用。

### 一地兩檢條例草案
在立法會《廣深港高鐵（一地兩檢）條例草案》委員會最後一日會議上，上午多名民主派議員就主席葉劉淑儀在討論條文後，不准討論附件而直接進入審議修正案階段的做法感不滿，在席大聲批評其行為，共有4名議員被逐離場，包括譚文豪、朱凱迪、區諾軒和陳志全。

### 疑被中國大陸國安人員跟蹤
譚文豪於2020年6月6日披露，昨晚（6月5日）離開立法會時，被兩名操大陸口音的男子跟蹤偷拍。形容跟蹤者「不懷好意」，不排除事件可能與「港版國安法」及立法會選舉等因素有關，批評國安法未有令港變得安全。其黨友楊岳橋亦表示，得悉其他政黨亦有被跟蹤的情況，指國安法未到，社會已經有恐懼氣氛。而同屬民主派的立法會議員陳志全及南區區議員袁嘉蔚，亦於社交媒體披露有相約的遭遇。

### 去信律師會促查周浩鼎有否違操守
2020年9月，民建聯周浩鼎與葛珮帆引用匿名消息指控高院法官黃崇厚促「藍絲」法官說話要小心，但司法機構已回覆內容不實。譚文豪去信香港律師會，查詢身為律師的周浩鼎未經求證下作出指控，是否有違律師操守。

### 開設餐廳
2020年12月初，譚文豪與黨友、曾報名參選飲食界功能組別的林瑞華於旺角通菜街開設茶餐廳「一日三餐」。不過到2023年8月，餐廳被業主大幅加租大漲25%，日後需以10萬續租舖位，加上考慮到近日食材價格上升、人手不足，以及經濟復甦步伐不似預期等因素下而無奈決定結業，9月30日將是最後營業日。

## 著作
- 《逆風飛揚　民航機師手記》 經濟日報出版社，2014，ISBN 9789626788325

## 外部連結
- 譚文豪的Facebook專頁
- 機師真人騷 譚文豪（页面存档备份，存于）